# Tajfun Nina
Supertajfun Nina byl čtvrtý nejsmrtonosnější zaznamenaný tropický cyklón. Začal 30. července a skončil 8. srpna v roce 1975. Vítr dosahoval maximální rychlosti 250 km/h a tlak klesl na 900 mbar. Způsobil povodně v provincii Che-nan a následné protržení hráze přehradní nádrže Pan-čchiao a dalších nádrží v po proudu řeky, v důsledku čehož v prostoru pod ní zahynulo přibližně 229 000 lidí.
| Pořadí            | Jméno/Rok      | Oblast    | Oběti   |
| ----------------- | -------------- | --------- | ------- |
| 1                 | Bhola 1970     | Bangladéš | 500 000 |
| 2                 | Indie 1737     | Indie     | 300 000 |
| 2                 | Haiphong 1881  | Vietnam   | 300 000 |
| 4                 | Nina 1975      | Čína      | 229 000 |
| 5                 | Bangladéš 1991 | Bangladéš | 138 866 |
| 6                 | Nargis 2008    | Barma     | 138 373 |
| Zdroje: NOAA, MDR |                |           |         |